# Jugoslávská liga ledního hokeje 1978/1979
Sezóna 1978/1979 byla 37. sezónou Jugoslávské ligy ledního hokeje. Vítězem se stal tým HK Olimpija Ljubljana.

## První liga

### Základní část
1. HK Olimpija Ljubljana, 39 bodů
2. HK Jesenice, 31 bodů
3. HK Celje, 27 bodů
4. KHL Medveščak, 16 bodů
5. HK Kranjska Gora, 12 bodů
6. HK Crvena Zvezda Bělehrad, 0 bodů

### Finále
| 27. leden 1979 | HK Olimpija Ljubljana | 5 – 3                   | HK Jesenice | Hala Tivoli, Ljubljana |
|                | HK Olimpija Ljubljana | (1 – 1 , 2 – 0 , 2 – 2) | HK Jesenice |                        |

| Souhrn zápasu | Souhrn zápasu | Souhrn zápasu | Souhrn zápasu | Souhrn zápasu |
| ------------- | ------------- | ------------- | ------------- | ------------- |
|               |               |               |               |               |

| 30. leden 1979 | HK Jesenice | 7 – 11                  | HK Olimpija Ljubljana | Dvorana Podmežakla, Jesenice |
|                | HK Jesenice | (2 – 4 , 1 – 4 , 4 – 3) | HK Olimpija Ljubljana |                              |

| Souhrn zápasu | Souhrn zápasu | Souhrn zápasu | Souhrn zápasu | Souhrn zápasu |
| ------------- | ------------- | ------------- | ------------- | ------------- |
|               |               |               |               |               |

### Konečné pořadí
1. HK Olimpija Ljubljana
2. HK Jesenice
3. HK Celje
4. KHL Medveščak
5. HK Kranjska Gora
6. HK Crvena Zvezda Bělehrad

## Druhá liga

### Skupina Západ
1. HK Bled, 18 bodů
2. HK Tivoli, 18 bodů
3. HK Triglav Kranj, 10 bodů
4. HK INA Sisak, 8 bodů
5. HK Prevalje, 4 body
6. KHL Mladost Zagreb, 2 body

### Skupina Východ
1. HK Spartak Subotica, 28 bodů
2. HK Partizan, 27 bodů
3. HK Vardar Skopje, 15 bodů
4. HK Vojvodina Novi Sad, 5 bodů
5. HK Skopje, 2 body